# 홍재성
홍재성(1946년 5월 2일~ )은 개성에서 태어난 대한민국의 불어학자이자 사전 연구자이다. 대한민국학술원 회원이며 서울대학교 교수이다.

## 약력
경기고등학교와 서울대학교 불어불문학과를 졸업하고 파리제7대학교 대학원에서 언어학 박사 학위를 취득했다. 서울대학교 불어불문학과 교수로 재직하며 1998년부터 2007년까지 문화관광부 주관으로 시행한 국어정보화 중장기 프로젝트 ‘21세기 세종계획’의 연구책임자로 활동하였다. 2000년 제22회 외솔상을 받았고, 2001년 서울대 인지과학연구소 소장, 2002년 한국사전학회 부회장을 역임하였다. 2006년부터 2007년까지 한국언어학회 회장을 역임하였다. 2008년 제 18차 세계언어학자대회(CIL18)의 공동대회장(이익환, 홍재성)을 역임하였다.

## 저서
- <현대 한국어 동사구문의 연구> (탑출판사/1987년)
- <불어문장연습> (한국방송통신대학 출판부/1993년)
- <불어학 강독 1> (한국방송통신대학 출판부/1993년)
- <불어학 개론> (한국방송대학교 출판부/1995년)
- <현대 한국어 동사 구문사전> (두산동아/1997년)
- <불어기본구문의 이해> (서울대 출판부/1998년)
- <프라임 불한사전> (두산동아/1998년)
- <프랑스어 문장연습> (한국방송대 출판부/2003년)
- <새한불사전> (한국외대 출판부/2007년)